# Biloxi Blues (película)
Biloxi Blues es una película de 1988 dirigida por Mike Nichols. El guion, escrito por Neil Simon, está basado en su obra autobiográfica del mismo nombre de 1984.

## Argumento
La historia se centra en Eugene Morris Jerome, un judío de Brooklyn de 20 años, llamado a filas por el Ejército de los Estados Unidos durante el último año de la Segunda Guerra Mundial y es enviado a Biloxi, Misisipi, para entrenamiento básico. Allí aprende a lidiar con soldados de todas las clases sociales, se enamora y pierde su virginidad en circunstancias poco ideales, mientras tiene que apañárselas con un excéntrico instructor del ejército.

## Reparto
- Matthew Broderick como Eugene Morris Jerome
- Christopher Walken como Sgt. Merwin J. Toomey
- Matt Mulhern como Joseph Wykowski
- Corey Parker como Arnold B. Epstein
- Casey Siemaszko como Don Carney
- Markus Flanagan como Roy Selridge
- Michael Dolan como James J. Hennessey
- Penelope Ann Miller como Daisy
- Park Overall como Rowena